# Aéroport municipal de Zephyrhills
L'aéroport de Zephyrhills est un aéroport situé en Floride, aux États-Unis.